# Belgica

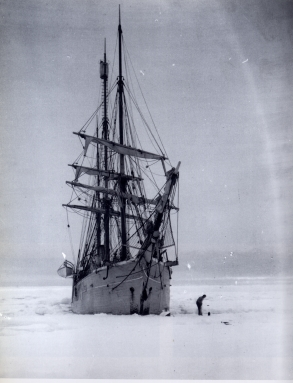
„Belgica” uwięziona w lodach Antarktyki

Belgica – belgijski statek badawczy, który posłużył wyprawie antarktycznej w latach 1897-1899.

## Historia i rejsy
„Belgica” została zbudowana pod nazwą „Patria” w 1884 w Svelvik w Norwegii i początkowo służyła jako statek wielorybniczy. Miała 30 m długości, 6,5 m szerokości i 244 tony wyporności; była żaglowcem, wyposażono ją jednak w pomocniczy silnik parowy, który umożliwiał podróż z prędkością około 7 węzłów.
W 1896 kupił ją Adrien de Gerlache, który organizował wielką ekspedycję badawczą w rejon Antarktyki. Nadał jej nazwę „Belgica”, która pochodziła od nazwy rzymskiej prowincji Gallia Belgica. Pomocy przy organizacji wyprawy udzieliło Gerlache’owi Belgijskie Towarzystwo Geograficzne.
W skład wyprawy, obok licznych Belgów (w tym dowódcy, Gerlache’a) i Norwegów (licznych członków załogi, w tym pierwszego oficera Roalda Amundsena) weszło kilku badaczy innych narodowości, w tym dwóch Polaków (Henryk Arctowski i Antoni Bolesław Dobrowolski) oraz rumuński zoolog Emil Racoviță.
Wyprawa wyruszyła z Antwerpii w sierpniu 1897. W lutym 1898 dotarła do brzegów Ziemi Grahama, gdzie została odcięta od oceanu przez lody, wskutek czego załoga wyprawy została zmuszona do zimowania. Było to pierwsze zimowanie badawczej wyprawy antarktycznej. Dokonano w tym czasie wielu istotnych obserwacji naukowych. Wyprawa obfitowała w liczne niebezpieczeństwa, statkowi kilkakrotnie groziło zmiażdżenie przez lód, brakowało jedzenia, dwóch członków załogi zmarło. Długie starania załogi o uwolnienie z lodów zaowocowały sukcesem po trzynastu miesiącach, w ostatnich chwilach antarktycznego lata w marcu 1899 r. dzięki wielkiemu wysiłkowi uczestników wyprawy (m.in. wykonali oni kilkusetmetrowy kanał w lodzie). Do Antwerpii „Belgica” powróciła w listopadzie 1899.
Wyprawa, choć badaniami objęła niewielki obszar Antarktyki, zaowocowała ważnymi odkryciami naukowymi – zarówno przyrodniczymi, m.in. z wyprawy przywieziono bogate zbiory przyrodnicze, jak i geologicznymi – Arctowski wysunął wówczas hipotezę, iż łańcuch Andów przedłużony jest aż na Antarktydę.
„Belgica” również później służyła ekspedycjom badawczym kierowanym przez Gerlache’a. Była użytkowana do 1913.
Na cześć statku nazwano nowy rodzaj arktycznej muchówki: Belgica.